# Beast of Burden
Beast of Burden è un brano musicale del gruppo rock britannico The Rolling Stones, incluso nel loro album Some Girls del 1978 e pubblicato come singolo nello stesso anno. Nel 2004, la rivista Rolling Stone classificò la canzone alla posizione numero 435 nella lista "Le 500 migliori canzoni secondo Rolling Stone" e alla numero 433 nella classifica delle "500 Greatest Rock and Roll Songs of All Time".

## Descrizione
Una "bestia da soma" ( in inglese beast of burden) è un animale, abitualmente addomesticato, che lavora a beneficio dell'uomo, tipo un bue o un cavallo. La musica e parte del testo sono principalmente opera di Keith Richards. Nelle note interne della compilation del 1993 Jump Back, Richards disse: «[Beast of Burden] è un'altra di quelle dove Mick finì soltanto il testo che mancava. Con gli Stones, si prendeva una canzone lunga, si suonava e se a qualcuno piaceva la si rifiniva e si registrava. Dopo tutti i brani veloci presenti su Some Girls, a tutti piace sedersi e godersi un pezzo lento».
Nelle stesse note, Jagger disse: «Dal punto di vista del testo, questa non è da intendersi sentita in maniera strettamente personale. È un'implorante canzone soul, una canzone atteggiata. Fu una di quelle dove prendi una melodia, la rivolti e ci lavori su; ci sono due parti qui che sono praticamente le stesse». Il brano può essere visto come una sorta di allegoria, poiché lo stesso Richards disse in una intervista del 2003: «Quando ritornai dopo aver "chiuso il laboratorio" [riferendosi ai suoi problemi di droga negli anni settanta], tornai in studio con Mick... a dirgli: "grazie, fratello, per aver tenuto in piedi la baracca" - ecco perché scrissi Beast of Burden per lui, lo realizzai solo in seguito».

### Registrazione
Beast of Burden venne incisa fra l'ottobre e il dicembre del 1977. Sebbene il testo del brano fosse già stato scritto prima dell'entrata degli Stones in studio di registrazione, gran parte del testo fu cambiato, improvvisando, da Jagger in sala d'incisione.

### Pubblicazione
La canzone venne pubblicata come secondo singolo estratto dall'album. Il 45 giri arrivò alla posizione numero 8 negli Stati Uniti. Una versione dal vivo venne registrata durante il tour americano degli Stones del 1981 e venne pubblicata come B-side del singolo Going to a Go-Go, e successivamente inclusa nella raccolta Rarities 1971-2003 del 2005. Una seconda versione live venne registrata durante il Licks Tour del 2002-2003 ed inclusa nell'album Live Licks. La versione editata del singolo Beast of Burden è stata inserita nelle compilation Sucking in the Seventies, Rewind (1971–1984), Jump Back, Forty Licks e GRRR!. Tra i collezionisti circola anche una versione della durata di 5:20 con strofe aggiuntive.

## Tracce singolo
RS 19309
1. Beast of Burden - 4:24
2. When the Whip Comes Down - 4:18

## Formazione
- Mick Jagger - voce
- Keith Richards - chitarra, cori
- Ronnie Wood - chitarra
- Bill Wyman - basso
- Charlie Watts - batteria

## Cover
- Nel 1983, la canzone venne reinterpretata da Bette Midler e il videoclip tratto dalla sua versione ebbe come ospite speciale Mick Jagger. La versione della Midler, che raggiunse la posizione numero 71 della classifica Billboard's Hot 100, ha il testo modificato in diversi punti (per esempio, cambia "Pretty, pretty, girls" in "my little sister is a pretty, pretty girl"). La traccia è inclusa nell'album No Frills.
- La band inglese The Kooks eseguiva una cover di Beast of Burden in medley con Sweet Jane dei The Velvet Underground.
- Buckwheat Zydeco in versione cajun in concerto dal vivo.
- Il personaggio interpretato da Téa Leoni, "Kate Reynolds", esegue la canzone nel film The Family Man.
- I Lifehouse reinterpretarono Beast of Burden nel 2007, in occasione delle Stripped Music Sessions. La band disse che voleva "rendere omaggio ai padrini del rock".[5]
- Big Head Todd and the Monsters nell'album Rocksteady del 2010.
- The Nadas sull'album Lovejoy Revival (2013).
- Gli Eels dal vivo durante il festival Pukkelpop tenutosi a Kievit, in Belgio, nel 2013.
- I Pearl Jam hanno improvvisato una versione della canzone nel concerto alla Brixton Academy di Londra il 14 luglio 1993.